# Antonín Brychta
Plk. Antonín Brychta (14. srpna 1893 Jaroměřice nad Rokytnou – 21. června 1942 Kounicovy koleje) byl československý legionář, důstojník a odbojář z období druhé světové války popravený nacisty.

## Život

### Před první světovou válkou
Antonín Brychta se narodil 14. srpna 1893 v Jaroměřicích nad Rokytnou v rodině učitele Aloise Brychty a Aloisie, rozené Mackové. Měl dva bratry a jednu sestru. Studoval na měšťanském gymnáziu a poté v učitelském ústavu, krátce působil jako učitel.

### První světová válka
Po vypuknutí první světové války byl Antonín Brychta odveden do c. a k. armády a odeslán na ruskou frontu, kde 28. července 1916 padl do zajetí. Dne 10. května 1917 podal přihlášku do Československých legií, kam byl zařazen 13. září téhož roku. Působil u střeleckých pluků, absolvoval Sibiřskou anabázi a v roce 1920 se v hodnosti poručíka vrátil do Československa.

### Mezi světovými válkami
Po návratu z legií zůstal Antonín Brychta v činné armádní službě. Mj. sloužil v Komárně a ve Znojmě a do rozpuštění Československé armády v roce 1939 dosáhl hodnosti podplukovníka. Byl dvakrát ženatý. V roce 1920 se oženil s Marií Havlišovou, v roce 1925 ale ovdověl. Podruhé se oženil v roce 1927 s úřednicí Marií Kryštůvkovou.

### Druhá světová válka
Po německé okupaci v březnu 1939 vstoupil Antonín Brychta do protinacistického odboje v řadách Obrany národa. Za svou činnost byl zatčen gestapem, stanným soudem dne 21. června 1942 odsouzen k trestu smrti a týž den v Kounicových kolejích zastřelen. Jeho tělo bylo o den později zpopelněno v brněnském krematoriu. Kenotaf upomínající na jeho osobu je umístěn na náhrobku rodiny Kryštůfkových ve Znojmě.

## Posmrtná ocenění
- Antonín Brychta byl in memoriam povýšen do hodnosti plukovníka